# Pinito del Oro
María Cristina del Pino Segura Gómez, de nombre artístico Pinito del Oro (Las Palmas de Gran Canaria, 6 de noviembre de 1931-Las Palmas de Gran Canaria, 25 de octubre de 2017) fue una trapecista, escritora y empresaria española. Entre otros reconocimientos, fue la primera artista que recibió el Premio Nacional de Circo de España en 1990, y fue condecorada con la Medalla de Oro al Mérito en las Bellas Artes en 1998.

## Trayectoria
Segura nació en el circo de su padre, José Segura Fenollar, uno de los once hermanos del circo Hermanos Segura, en el barrio de Guanarteme en Las Palmas de Gran Canaria. Fue la menor de los siete hijos que vivieron, de los 19 hijos que tuvo su madre, artistas todos, por lo que su madre no quiso que se dedicara al circo. Durante su infancia, una noche en la que la troupe Segura viajaba desde Cádiz a la feria de Sevilla, su camión volcó y murió su hermana Esther. Su padre, aunque no creía en el talento de Cristina, se vio en la necesidad de subirla al trapecio para completar la función.
Se convirtió en una especialista de la técnica del equilibrio al vuelo sobre el trapecio y nunca usó mecánica (loncha) de seguridad.
Durante unas navidades en Valencia, cuando Segura trabajaba en el Circo de los Hermanos Díaz, conoció al representante para Europa del Ringling Brothers and Barnum & Bailey Circus. Para ser contratada y poder viajar a los Estados Unidos –por ser menor de edad– se casó con Juan de la Fuente. La pareja se mudó a Nueva York y Segura trabajó en el Ringling durante doce años. Su esposo aprendió el oficio de aguantarle la escalera hacia el trapecio y le acompañó en el escenario durante su carrera. En 1955, gracias a Juan Carcellé, regresó a España para actuar por primera vez en el Circo Price, ubicado en la Plaza del Rey, donde fue recibida como una estrella, y luego fue una invitada recurrente del programa de circo hasta 1958.
Filmó en 1956 el doblaje de las escenas en el trapecio de Gina Lollobrigida, de la película Trapecio, del director Carol Reed. Cecil B. DeMille la intentó contratar para una película sobre el circo, pero ella lo rechazó ya que DeMille no quiso que figurara su nombre en los créditos.
Sufrió tres caídas casi mortales en Huelva, en Suecia y en Laredo. En la primera, con 17 años se rompió el cráneo y permaneció ocho días en coma. Fue sustituida por su prima, la funambulista Atilina Segura. Se rompió otra vez el cráneo, tres veces las manos, y tuvieron que operarle los pies para erguirle los dedos, encorvados de puntear en el trapecio. Tras sufrir el último accidente, se retiró por primera vez del trapecio en 1960 y se dedicó al negocio del turismo, inaugurando en su ciudad natal el Hotel Pinito del Oro.
En 1968 volvió a reaparecer en el Price, bajo la dirección de Manuel Feijoo y Arturo Castilla, tanto en el programa estable como el itinerante. La poeta y escritora española, Natalia Sosa Ayala, escribió un artículo para Semana sobre su vida en 1969, y luego la acompañó durante toda la gira que realizó por España para ayudarle a escribir sus memorias.
Se retiró definitivamente de la pista en abril de 1970, en la última función que dio el Price antes de su demolición, como homenaje a su trayectoria pidió a su compañera Mary Santpere que le cortara la coleta.
Además de las actuaciones circenses, publicó dos libros sobre el circo: Trapecio. Conocimiento y técnica, y Pinito del Oro. Memorias de una trapecista. Autobiografía; así como la antología de relatos Cuentos de circo, las novelas Nacida para el circo, La víspera y El italiano. Con estas últimas, quedó finalista en algunos certámenes literarios como el Ciudad de Oviedo y el Blasco Ibáñez.
Segura falleció el 25 de octubre de 2017 en las Palmas de Gran Canaria, a los 86 años, a causa de un accidente cerebrovascular.

## Obra

### Narrativa
- 1957 - Cuentos de circo. Editorial Reus. ISBN 978-84-290-0706-0.[33][34]
- 1967 - Trapecio. Conocimiento y técnica. Editorial Reus. ISBN 978-84-290-1153-1.[35][36]
- 1971 - Nacida para el circo. Editorial Prometeo. ISBN 978-84-7199-032-7.[37][38]
- 1974 - La víspera. Editorial Gráficas Espejo. ISBN 978-84-300-6040-5.[39][40]
- 1977 - El Italiano. Editorial Romermán. ISBN 978-84-400-2184-7.[41][42]
- 2010 - Memorias de una trapecista. Autobiografía. Editorial PPU. ISBN 978-84-477-1098-0.[43]

### Filmografía
- 1956 - Trapecio, del director de cine inglés Carol Reed.[19]

## Reconocimientos
Segura recibió diferentes reconocimientos a su trayectoria a lo largo de su vida. En 1956 fue elegida como Reina del I Festival Mundial del Circo, celebrado en Barcelona.Dos años después, en 1958 fue recibió la Medalla del Sindicato de Espectáculos.También fue galardonada con la Medalla de Oro del Circo Scott de Suecia,y 1988 con la Medalla de Oro del Primer Congreso Internacional de los Amigos del Circo celebrado en Madrid.
En 1990, fue la primera artista reconocida con el Premio Nacional del Circo de España que otorga el Ministerio de Cultura, por la meritoria labor artística en el ámbito circense a "una de las principales figuras de la profesión, seguida y admirada por el público internacional hasta su retirada, en 1970". El premio estuvo dotado con 2,5 millones de pesetas. A pesar de haberlo recibido, manifestó su inconformidad de que le fuera entregado tras 20 años de haberse retirado de la pista. Este mismo año, fue admitida en el International Circus Hall of Fame, galardón que desde 1958 reconoce a los más importantes artistas de circo, músicos, promotores, periodistas y dueños de espectáculos circenses del mundo. Los nominados son analizados y escogidos por un jurado, el ganador se anuncia y celebra durante la semana del circo, en el mes de julio en el Peru Circus Winter Quarters, ubicado en Indiana; convirtiéndose, además, en la primera artista de circo española y mujer en ser incluida.
El Ayuntamiento de Las Palmas de Gran Canaria nombró, en 1994, a la plaza situada en el paseo de Las Canteras, junto a la calle Los Martínez de Escobar, como Plaza de la Artista Pinito del Oro. Un año más tarde, en 1995,  recibió la distinción de Hija Predilecta de la ciudad, por el Ayuntamiento de Las Palmas de Gran Canaria.
En 1996, se publicó Desde mi desván y otros artículos. Neurosis. Cartas, que recopila la relación epistolar y amorosa durante una década, entre Segura y la poeta y escritora, Natalia Sosa Ayala.
El Ministerio de Cultura y Deporte de España le concedió, en 1998, la Medalla de Oro al Mérito en las Bellas Artes, en la modalidad Circo; una distinción no remunerada que premia trayectorias destacadas en el campo de la creación artística y cultural o hayan prestado notorios servicios en el fomento, desarrollo o difusión del arte y la cultura o en la conservación del patrimonio artístico.
En 2014, fue incluida en el Circus Ring of Fame. Este reconocimiento se otorga a las personas que durante su trayectoria han contribuido significativamente al arte y a la cultura circense. La nominación corresponde al público y la selección de los ganadores a un jurado compuesto por artistas, historiadores, académicos y conocedores del circo de diferentes partes del mundo. El premio consiste en una placa de bronce, con forma de rueda de carreta, que se exhibe en el St. Armands Circle Park, ubicado en Sarasota, Florida.
Años más tarde, el Gobierno de Canarias, le concedió en 2017, la Medalla de Oro de Canarias, galardón que se otorga por decreto desde 1986, a las personas, corporaciones e instituciones que, dentro o fuera de Canarias se hayan hecho merecedoras del reconocimiento del pueblo canario.
La Asociación Nacional de Amigos de los Teatros Históricos de España (AMIThE), creó en 2018 el premio a las artes circenses Pinito del Oro, que forma parte del palmarés del Festival Internacional de Circo de Albacete para reconocer a la atracción o artista que se hagan acreedores del número 'más difícil todavía'.
La cineasta Arima León, trabaja desde 2018 en su ópera prima Tal vez, un largometraje de ficción inspirado en la relación amorosa entre Segura y Sosa. El papel de Segura corresponde a Marta Viera y el de Sosa a Tania Santana; participan también, Antonia San Juan y Xavier Lafitte.
El 24 de mayo de 2019, la compañía madrileña La Casquería Teatro estrenó en el nuevo Teatro Circo Price, Pinito. Sombras de un trapecio, bajo la dirección de David Utrilla, Sebastián Moreno y Raquel Calonge; y representada por Ángel Savín, Teresa Hernández, Itziar Cabello y David Roldán, una performance de circo que combina escenas de la vida de Segura con las de su faceta como artista.
Con motivo del cincuenta aniversario de la demolición del Price de Plaza del Rey en 1970, el Circo Price de Ronda de Atocha presentó, del 14 de octubre al 1 de noviembre de 2020, el espectáculo Mil Novecientos Setenta Sombreros, un montaje de circo y teatro con la dramaturgia de Aránzazu Riosalido y Pepe Viyuela, bajo la dirección de Hernán Gené, en el que entre otros personajes del circo español del siglo XX, apareció Pinito del Oro, representada por la actriz Marta Larralde. Actuaron también trapecista Zenaida Alcalde, el ventrílocuo Jaime Figueroa y el actor Juanjo Cucalón.
El museo español Circusland exhibe su trapecio y uno de sus trajes. La casa de la cultura de Albaladejo en la provincia de Ciudad Real lleva el nombre Pinito del Oro en su honor, ya que su madre era natural de esta localidad. También tiene una imagen en el Museo de Cera de Madrid.
En junio de 2024, la Filmoteca Canaria anunció que había recibido la donación del fondo audiovisual de Segura, que data de 1950-1960, compuesto por bobinas de película de 16mm, cintas de VHS e imágenes en super-8, por parte de Juan Lucas Abreu. Para su conservación, el material fue digitalizado en el Archivo Histórico Provincial de Santa Cruz de Tenerife.

## En la cultura popular
En ocasiones se hace referencia a Segura como sinónimo de destreza en las alturas: ¡Que te vas a caer, a ver si te crees Pinito del Oro!.